# Uhta (rijeka)
Uhta (rus. Ухта́, komijski: Ukva) je rijeka u Republici Komi u Rusiji. To je lijevi pritok Ižme (u porječju Pečore). Duga je je 199 km, s površinom porječja od 4510 km2.  Njen prosječni protok na ušću je 48.9 m3/s.
Rijeka se zaledi u listopadu ili studenom i ostaje zaleđena do travnja.
Uhta izvire na Timanskom grebenu. Prvo teče prema jugu, a kasnije skreće prema istoku. Teče kroz grad Uhtu i ulijeva se u Ižmu kod grada Sosnogorska . Rijeka je brza, s mnogo brzaka.

## Vanjske poveznice
|  | Zajednički poslužitelj ima još gradiva o temi Uhta (rijeka) |